# Magdalena Inocencia Tornero de Boero
Magdalena Inocencia Tornero de Boero (fallecida 24 de diciembre de 2015 en La Plata, Argentina) fue una pionera de la física en la Universidad Nacional de La Plata.

## Reseña biográfica
Magdalena Tornero, junto a Mercedes Corvalán, son reconocidas como las primeras físicas argentinas. Magdalena Tornero fue además la primera doctora en Física graduada en la Universidad Nacional de La Plata. Realizó su doctorado en el Departamento de Física de la entonces Facultad de Ciencias Fisicomatemáticas (hoy Facultad de Ciencias Exactas). Obtuvo su título de licenciatura en 1951, siendo su director el reconocido físico alemán Dr. Richard Gans, director del Instituto de Física, quien también dirigiera a Corvalán. 
Magdalena Tornero de Boero participó de la reunión de profesores y estudiantes realizada en el Instituto de La Plata en el año 1944, reunión que dio origen a la posterior creación de la Asociación Física Argentina (AFA).
Magdalena Tornero se desempeñó como docente de su disciplina. Fue Profesora Titular del curso anual de Física III en la Universidad Tecnológica Nacional de la Regional la Plata, donde dictó contenidos  de electromagnetismo (desde las ecuaciones de Maxwell hasta vector de Poynting) óptica y física moderna.
Fue entrevistada en diversas oportunidades respecto a los primeros años de la física en La Plata.
Falleció el 24 de diciembre de 2015.